# Bistum Kavieng

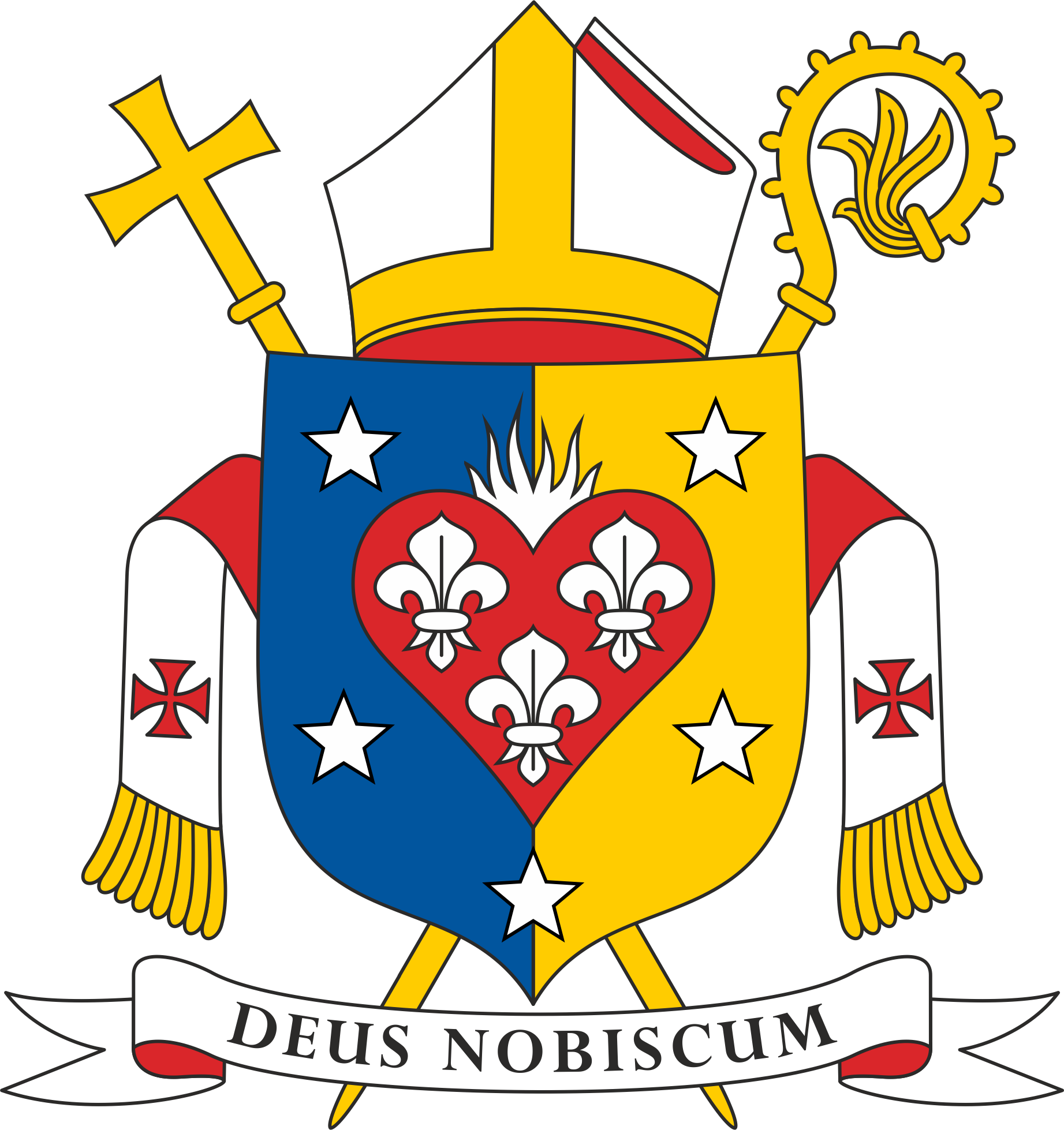
Bistum Kavieng, Wappen

Das Bistum Kavieng (lat.: Dioecesis Kaviengensis) ist eine in Papua-Neuguinea gelegene römisch-katholische Diözese mit Sitz in Kavieng. Es befindet sich in der Provinz Sandaun im nordwestlichen Teil von Papua-Neuguinea.

## Geschichte
Papst Pius XII. gründete mit der Apostolischen Konstitution Cum apostolicum  am 5. Juli 1957 das Apostolische Vikariat Kavieng aus Gebietsabtretungen des Apostolischen Vikariats Rabaul.
Am 15. November 1966 wurde sie mit der Apostolischen Konstitution Laeta incrementa zum Bistum erhoben.

## Ordinarien

### Apostolische Vikar von Kavieng
- Alfred Matthew Stemper MSC (5. Juli 1957–15. November 1966)

### Bischöfe von Kavieng
- Alfred Matthew Stemper MSC (15. November 1966–24. Oktober 1980)
- Karl Hesse MSC (24. Oktober 1980–7. Juli 1990, dann Erzbischof von Rabaul)
- Ambrose Kiapseni MSC (21. Januar 1991–22. Juni 2018)
- Rochus Tatamai MSC (22. Juni 2018–19. Juni 2020, dann Erzbischof von Rabaul)
- Roland Vunuvung (seit 24. Juni 2023)